# Амір Шапурзаде
Амір-Хоссейн Шапурзаде (перс. امیر شاپورزاده; нар. 19 вересня 1982, Тегеран, Іран) — іранський та німецький футболіст та футбольний функціонер, виступав на позиції нападника. Бізнес-менеджер австрійського клубу «Адміра Ваккер».

## Клубна кар'єра
Народився в Тегерані, проте виріс у Гамбурзі. Вихованець клубів «Грюн-Вайсс» та «Нойндорфер». Дорослу футбольну кар'єру розпочав 2001 року в нижчоліговому клубі «Еймсбюттелер». З 2002 по 2004 рік виступав за «Гамбург II». Під час зимової перерви сезону 2003/04 років перейшов до аматорської команди «Ганза» (Росток), де він відіграв важливу роль у завоюванні чемпіонства Оберліги та Кубку Мекленбурга-Передня Померанія. Напередодні старту сезону 2005/06 років підписав професіональний контракт з «Ганзою», якій допоміг вийти до Бундесліги. У сезоні 2007/08 років стати основним футболістом не зумів, тому по завершенні сезону «Ганза» вирішила не продовжувати контракт з Аміром. Напередодні початку сезону 2008/09 років підписав контракт до 2010 року з представником Другої Бундесліги «Франкфурт».
Однак Шапурзаде вирішив достроково розірвати контракт та переїхав до Ірану, де підписав контракт зі «Стіл Азін». Через невиплату заробітної плати в січні 2012 року повернувся до Німеччини та уклав угоду з клубом третього дивізіону «Кікерс» (Оффенбах).
Напередодні старту сезону 2012/13 років «Кікерс» не продовжив контракт з Аміром, тому нападник прийняв пропозицію клубу Оберліги «Шпортфройнде». У новій команді швидко перетворився на найкращого футболіста та став капітаном команди, але разом з колективом з Лотте йому двічі не вдалося вийти до 3-о дивізіону. У 2014 році перейшов до «Вюрцбургер Кіккерс» з Регіоналліги Баварія. 31 травня 2015 року в матчі плей-оф за право підвищитися в класі «Вюрцбургер» обіграв «Саарбрюкен» та вийшов до Третьої ліги Німеччини. 5 вересня 2015 року в поєдинку 7-о туру проти «Рот-Вайс» (Ерфурт) Амір отримав червону картку, за що згодом отримав 5-матчеву дискваліфікацію.

## Кар'єра в збірній
Дебютував за національну збірну Ірану Б 16 червня 2007 року в поєдинку Чемпіонату Західної Азії 2007 проти Іраку. Іран переміг у турнірі, а Шапурзаде зіграв у всіх матчах збірної на турнірі (окрім фінального матчу). У травні 2008 року дебютував за першу збірну Ірану в товариському матчі проти Замбії, вийшовши на поле в другому таймі.

## Кар'єра менеджера
На початку січня 2017 року завершив кар'єру гравця та працевлаштувався менеджером клубу австрійської Бундесліги «Адміра Ваккер Медлінг».

## Статистика виступів

### Клубна
Станом на 25 квітня 2018
| Клубні виступи    | Клубні виступи         | Клубні виступи           | Ліга  | Ліга | Кубок           | Кубок           | Інші  | Інші | Загалом | Загалом |
| Сезон             | Клуб                   | Ліга                     | Матчі | Голи | Матчі           | Голи            | Матчі | Голи | Матчі   | Голи    |
| Німеччина         | Німеччина              | Німеччина                | Ліга  | Ліга | Кубок Німеччини | Кубок Німеччини | Інші  | Інші | Загалом | Загалом |
| ----------------- | ---------------------- | ------------------------ | ----- | ---- | --------------- | --------------- | ----- | ---- | ------- | ------- |
| 2001–02           | «Еймсбюттелер»         | Оберліга                 | 33    | 13   | 0               | 0               | –     | –    | 33      | 13      |
| 2002-03           | «Гамбург II»           | Регіоналліга             | 25    | 2    | 0               | 0               | –     | –    | 25      | 2       |
| 2003-04           | «Гамбург II»           | Регіоналліга             | 4     | 0    | 0               | 0               | –     | –    | 4       | 0       |
| 2003-04           | «Ганза II» (Росток)    | Оберліга                 | 11    | 0    | 0               | 0               | –     | –    | 11      | 0       |
| 2004-05           | «Ганза II» (Росток)    | Оберліга                 | 30    | 21   | 0               | 0               | –     | –    | 30      | 21      |
| 2005-06           | «Ганза II» (Росток)    | Оберліга                 | 5     | 2    | 1               | 0               | –     | –    | 6       | 2       |
| 2007-08           | «Ганза II» (Росток)    | Оберліга                 | 4     | 2    | 0               | 0               | –     | –    | 4       | 2       |
| 2004–05           | «Ганза» (Росток)       | Бундесліга               | 1     | 0    | 0               | 0               | –     | –    | 1       | 0       |
| 2005–06           | «Ганза» (Росток)       | 2. Бундесліга            | 11    | 0    | 1               | 0               | –     | –    | 12      | 0       |
| 2006–07           | «Ганза» (Росток)       | 2. Бундесліга            | 27    | 4    | 1               | 0               | –     | –    | 28      | 4       |
| 2007–08           | «Ганза» (Росток)       | Бундесліга               | 15    | 0    | 1               | 0               | –     | –    | 16      | 0       |
| 2008–09           | «Франкфурт»            | 2. Бундесліга            | 23    | 2    | 2               | 0               | –     | –    | 25      | 2       |
| Іран              | Іран                   | Іран                     | Ліга  | Ліга | Кубок Хазфі     | Кубок Хазфі     | Інші  | Інші | Загалом | Загалом |
| 2009–10           | «Стіл Азін»            | Про-ліга Перської затоки | 30    | 4    |                 |                 | –     | –    | 30      | 4       |
| 2010–11           | «Стіл Азін»            | Про-ліга Перської затоки | 20    | 0    | 1               | 1               | –     | –    | 21      | 1       |
| 2011–12           | «Стіл Азін»            | Ліга Азадеган            | 0     | 0    | 0               | 0               | –     | –    | 0       | 0       |
| Німеччина         | Німеччина              | Німеччина                | Ліга  | Ліга | Кубок Німеччини | Кубок Німеччини | Інші  | Інші | Загалом | Загалом |
| 2011–12           | «Кікерс» (Оффенбах)    | Третя ліга               | 8     | 0    | 0               | 0               | 1     | 0    | 9       | 0       |
| 2011–12           | «Кікерс II» (Оффенбах) | Гессенліга               | 1     | 0    | 0               | 0               | –     | –    | 1       | 0       |
| 2012-13           | «Шпортфройнде» (Лотте) | Регіоналліга             | 34    | 7    | 0               | 0               | 4     | 1    | 38      | 8       |
| 2013-14           | «Шпортфройнде» (Лотте) | Регіоналліга             | 27    | 9    | 0               | 0               | 3     | 1    | 30      | 10      |
| 2014-15           | «Вюрцбургер Кіккерс»   | Регіоналліга             | 31    | 10   | 2               | 0               | 2     | 0    | 35      | 10      |
| 2015-16           | «Вюрцбургер Кіккерс»   | Третя ліга               | 31    | 8    | 1               | 0               | 2     | 4    | 34      | 12      |
| 2016-17           | «Вюрцбургер Кіккерс»   | Друга Бундесліга         | 1     | 0    | 0               | 0               | –     | –    | 1       | 0       |
| Загалом           | Іран                   | Іран                     | 50    | 4    |                 |                 | 0     | 0    | 51      | 5       |
| Загалом           | Німеччина              | Німеччина                | 322   | 80   | 9               | 0               | 12    | 6    | 343     | 86      |
| Усього за кар'єру | Усього за кар'єру      | Усього за кар'єру        | 372   | 84   | 10              | 1               | 12    | 6    | 394     | 91      |

- Гольові передачі

| Сезон   | Команда     | Асисти |
| ------- | ----------- | ------ |
| 2009–10 | «Стіл Азін» | 4      |
| 2010–11 | «Стіл Азін» | 1      |
| 2011–12 | «Стіл Азін» | 0      |